# Шимніку-де-Жос
Шимніку-де-Жос (рум. Șimnicu de Jos) — село у повіті Долж в Румунії. Адміністративно підпорядковане місту Крайова.
Село розташоване на відстані 181 км на захід від Бухареста, 3 км на північ від Крайови.

## Населення
За даними перепису населення 2002 року у селі проживали 1095 осіб, з них 1093 особи (99,8%) румунів. Усі жителі села рідною мовою назвали румунську.